# Ligne 1 du métro de Berlin
Pour les articles homonymes, voir Ligne 1 et U1.

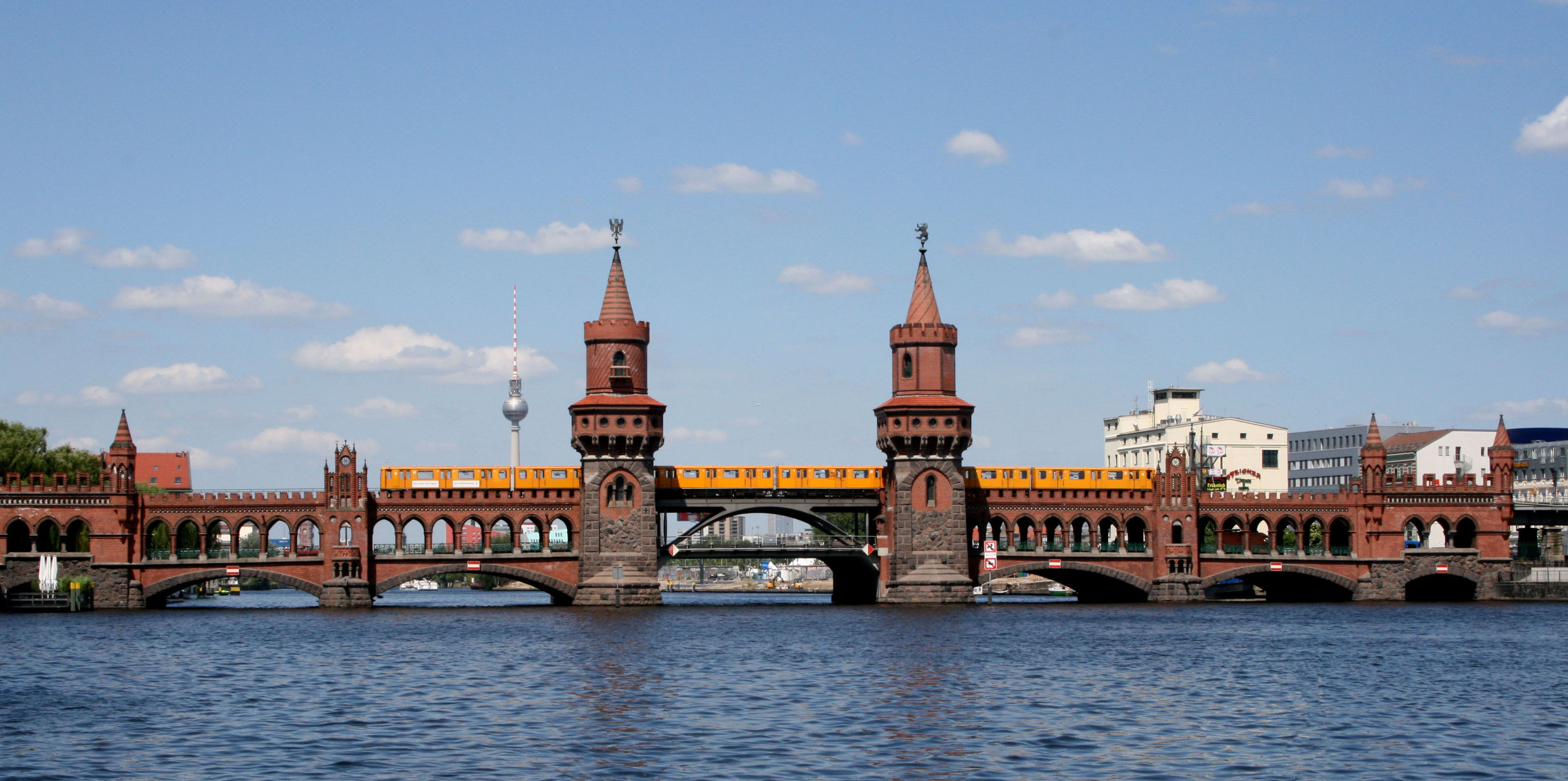
Rame de la ligne 1 traversant la Spree par l'Oberbaumbrücke

La ligne 1 du métro de Berlin (U-Bahnlinie 1 ou U1) est une des neuf lignes du métro de Berlin reliant Friedrichshain au sud-est de Charlottenbourg sur le Kurfürstendamm.

## Caractéristiques
Elle traverse la ville de nord-ouest en sud-est. Longue de 9 km seulement, c’est l’une des plus courtes lignes du métro de Berlin. Elle dessert treize stations. La partie est de la ligne est la plus ancienne du réseau de la ville. Le tracé est aérien entre les stations Warschauer Straße et Gleisdreieck. La ligne 1 appartient, comme les lignes 2, 3 et 4 au réseau à faible gabarit du métro de Berlin (Kleinprofil-Netz) caractérisé par des tunnels et des rames plus étroits.

## Histoire
- 18 février 1902 : Ouverture de la section Osthafen - Gleisdreieck
- 12 août 1902 : Prolongement vers l'ouest de Osthafen à Warschauer Straße
- 12 octobre 1913 : Ouverture du tronçon Wittenbergplatz - Uhlandstraße
- 24 octobre 1926 : Ouverture de la section centrale entre Wittenbergplatz et Gleisdreieck et séparation des lignes A et B (aujourd'hui U1 et U2).
- 10 mars 1945 : Destruction de la station Osthafen lors d'un bombardement
- 13 août 1961 : Fermeture de la station Warschauer Straße à la suite de la construction du Mur de Berlin.
- 28 août 1961 : Mise en service de la station Kurfürstendamm
- 14 octobre 1995 : Réouverture de la station Warschauer Straße

## Stations
En partant de l'extrémité est de la ligne 1 (Les stations en gras servent de départ et de terminus) : 
| PK  |  |   |  | Station             | Quartier        | Correspondance |
| --- |  | - |  | ------------------- | --------------- | -------------- |
| 8,7 |  | o |  | Warschauer Straße   | Friedrichshain  |                |
| 7,9 |  | o |  | Schlesisches Tor    | Kreuzberg       |                |
| 7,0 |  | o |  | Görlitzer Bahnhof   | Kreuzberg       |                |
| 6,3 |  | o |  | Kottbusser Tor      | Kreuzberg       |                |
| 5,4 |  | o |  | Prinzenstraße       | Kreuzberg       |                |
| 4,4 |  | o |  | Hallesches Tor      | Kreuzberg       |                |
| 3,9 |  | o |  | Möckernbrücke       | Kreuzberg       |                |
| 3,3 |  | o |  | Gleisdreieck        | Kreuzberg       |                |
| 2,2 |  | o |  | Kurfürstenstraße    | Tiergarten      |                |
| 1,7 |  | o |  | Nollendorfplatz     | Schöneberg      |                |
| 0,9 |  | o |  | Wittenbergplatz     | Schöneberg      |                |
| 0,0 |  |   |  | Origine du chaînage |                 |                |
| 0,8 |  | o |  | Kurfürstendamm      | Charlottenbourg |                |
| 1,2 |  | • |  | Uhlandstraße        | Charlottenbourg |                |
| 1,4 |  |   |  | Rebroussement       |                 |                |

### Stations ayant changé de nom
- Warschauer Brücke est devenue Warschauer Straße le 14 octobre 1995
- Stralauer Tor est devenue Osthafen le 15 septembre 1924

## Exploitation
| Tronçon | Période de pointe | Période normale | Période creuse |
| --- | ----------------- | --------------- | -------------- |
| Uhlandstraße ↔ Warschauerstraße | 5 min             | 5 min           | 10 min         |
| Dans les nuits du vendredi au samedi et du samedi au dimanche, les rames circulent sur la ligne 8 dans une cadence de 15 minutes entre 0 h 30 et 4 h 30. En semaine, le bus de nuit N1 remplace le métro sur un parcours presque identique. |                   |                 |                |

## Projets de développement

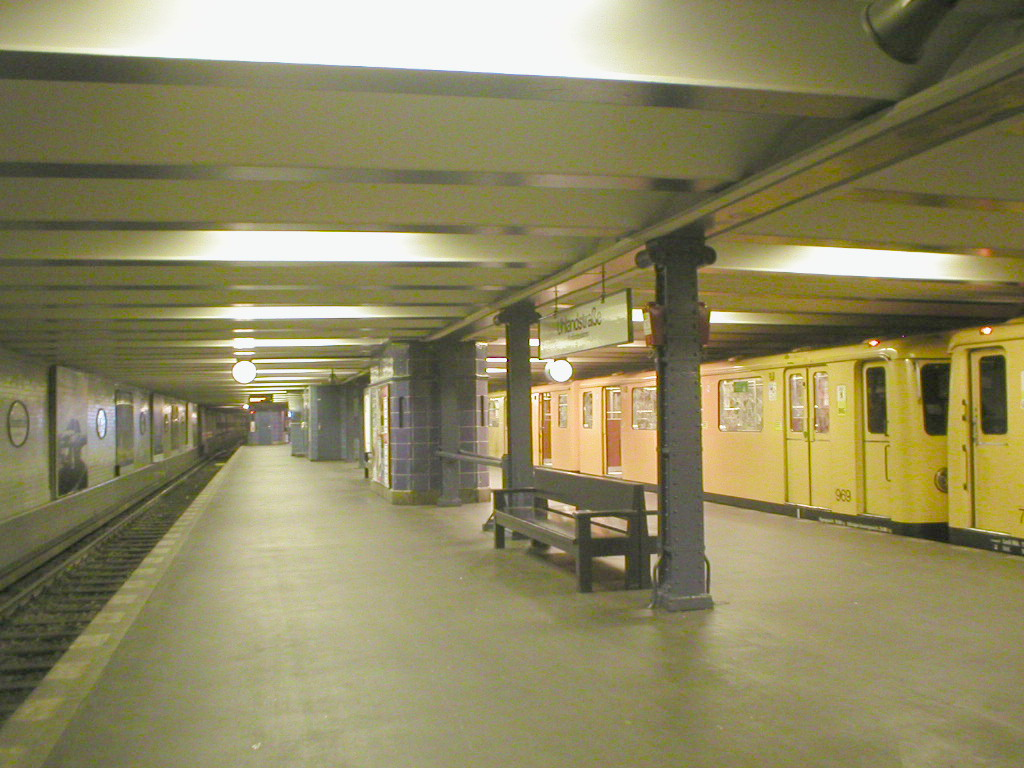
Gare de la Uhlandstraße empruntée par la ligne 1

### Prolongement à l'est
Un prolongement après Warschauer Straße est régulièrement évoqué vers la station Frankfurter Tor de la ligne 5 afin de créer une nouvelle correspondance. Ce projet se heurte cependant à la configuration de l'actuel terminus, situé en cul-de-sac et au niveau du sol. Afin de réaliser cette extension, il serait  donc nécessaire de le remplacer par une nouvelle station de passage en correspondance avec la S-Bahn.
Alternativement, la BVG a suggéré une extension vers la gare d'Ostkreuz, parallèlement aux voies du S-Bahn pour accompagner la restructuration du quartier.

### Prolongement à l'ouest
Imaginé depuis 1913, un prolongement de la ligne au delà de Uhlandstraße sous le Kurfürstendamm est régulièrement évoqué. Le gros œuvre d'une station a même été aménagé à Adenauerplatz lors de la construction de la ligne 7 afin de permettre une éventuelle correspondance.